# 怪談レストラン
『怪談レストラン』（かいだんレストラン）は、日本の児童文学のシリーズの一つ。怪談を題材とするオムニバス形式を採る。また、これを『原作』としてメディア・フランチャイズも展開する。
本項では、同名のテレビアニメおよび実写映画、ゲームソフトについても記述する。

## 概要
童心社刊。怪談レストラン編集委員会編、松谷みよ子責任編集。たかいよしかず、かとうくみこ絵。
第1巻は1996年刊行の『幽霊屋敷レストラン』で2007年刊行の『真夜中の学校レストラン』でシリーズ50巻に達した。2009年9月の報道によれば、シリーズ累計販売部数は700万部以上。童心社のサイトでは、「800万部のベストセラー」と紹介されている。

## シリーズ

### 怪談レストラン
1. 幽霊屋敷レストラン：1996年7月10日発売、ISBN 978-4-494-00467-6
2. 化け猫レストラン：1996年7月10日発売、ISBN 978-4-494-00468-3
3. 殺人レストラン：1996年8月10日発売、ISBN 978-4-494-00469-0
4. 幽霊列車レストラン：1996年9月10日発売、ISBN 978-4-494-00470-6
5. 妖怪レストラン：1996年10月20日発売、ISBN 978-4-494-00471-3
6. 金しばりレストラン：1997年6月20日発売、ISBN 978-4-494-00479-9
7. 魔女のレストラン：1997年6月20日発売、ISBN 978-4-494-00480-5
8. 鏡のうらがわレストラン：1997年6月20日発売、ISBN 978-4-494-00481-2
9. 墓場レストラン：1998年2月25日発売、ISBN 978-4-494-00482-9
10. お化け屋敷レストラン：1998年2月25日発売、ISBN 978-4-494-00483-6
11. 火の玉レストラン：2000年6月20日発売、ISBN 978-4-494-00490-4
12. 呪いのレストラン：2000年6月20日発売、ISBN 978-4-494-00491-1
13. あの世レストラン：2001年1月20日発売、ISBN 978-4-494-00492-8
14. がい骨レストラン：2001年1月20日発売、ISBN 978-4-494-00493-5
15. 魔界レストラン：2001年1月20日発売、ISBN 978-4-494-00494-2
16. うらめしやレストラン：2001年7月15日発売、ISBN 978-4-494-00530-7
17. 七不思議レストラン：2001年7月20日発売、ISBN 978-4-494-00531-4
18. ケイタイ電話レストラン：2001年12月10日発売、ISBN 978-4-494-00532-1
19. 闇のレストラン：2001年12月10日発売、ISBN 978-4-494-00533-8
20. 地獄レストラン：2001年12月10日発売、ISBN 978-4-494-00534-5
21. たたりじゃレストラン：2002年6月20日発売、ISBN 978-4-494-00540-6
22. 悪夢のレストラン：2002年6月20日発売、ISBN 978-4-494-00541-3
23. もののけレストラン：2002年11月20日発売、ISBN 978-4-494-00542-0
24. 占いレストラン：2002年11月20日発売、ISBN 978-4-494-00543-7
25. 百物語レストラン：2002年11月20日発売、ISBN 978-4-494-00544-4
26. 心霊写真レストラン：2003年6月20日発売、ISBN 978-4-494-01070-7
27. 神かくしレストラン：2003年6月20日発売、ISBN 978-4-494-01071-4
28. 亡霊レストラン：2003年6月20日発売、ISBN 978-4-494-01072-1
29. 生まれ変わりレストラン：2003年11月10日発売、ISBN 978-4-494-01073-8
30. 鬼のレストラン：2003年11月10日発売、ISBN 978-4-494-01074-5
31. 霊界通信レストラン：2004年7月5日発売、ISBN 978-4-494-01128-5
32. 死神レストラン：2004年7月5日発売、ISBN 978-4-494-01129-2
33. 魔の森レストラン：2004年7月5日発売、ISBN 978-4-494-01130-8
34. 人形レストラン：2004年11月10日発売、ISBN 978-4-494-01131-5
35. おまじないレストラン：2004年11月10日発売、ISBN 978-4-494-01132-2
36. 謎のメールレストラン：2005年5月20日発売、ISBN 978-4-494-01133-9
37. 人食い花レストラン：2005年5月20日発売、ISBN 978-4-494-01134-6
38. ぶきみな音レストラン：2005年10月11日発売、ISBN 978-4-494-01135-3
39. 秘密のとびらレストラン：2005年10月11日発売、ISBN 978-4-494-01136-0
40. 丑三つ時レストラン：2005年12月15日発売、ISBN 978-4-494-01137-7
41. 幽体離脱レストラン：2006年5月15日発売、ISBN 978-4-494-01148-3
42. 紫ババアレストラン：2006年5月15日発売、ISBN 978-4-494-01149-0
43. 虫の知らせレストラン：2006年9月15日発売、ISBN 978-4-494-01150-6
44. 死の影レストラン：2006年9月15日発売、ISBN 978-4-494-01151-3
45. 仮面レストラン：2006年11月24日発売、ISBN 978-4-494-01152-0
46. お化けパソコンレストラン：2007年5月20日発売、ISBN 978-4-494-01372-2
47. 座敷わらしレストラン：2007年5月20日発売、ISBN 978-4-494-01373-9
48. 恐怖のトンネルレストラン：2007年9月20日発売、ISBN 978-4-494-01374-6
49. ゾンビのレストラン：2007年9月20日発売、ISBN 978-4-494-01375-3
50. 真夜中の学校レストラン：2007年11月13日発売、ISBN 978-4-494-01376-0

### 怪談レストランナビ
- 怪談レストランナビ霊：2008年10月31日発売、ISBN 978-4-494-01382-1
- 怪談レストランナビ魔：2008年12月17日発売、ISBN 978-4-494-01383-8
- 怪談レストランナビ妖：2009年2月20日発売、ISBN 978-4-494-01384-5

## 登場キャラクター
各レストランに登場するお化けたち。キャストはテレビアニメ版の声優 / 実写映画版の俳優によるもの。
お化けギャルソン
声 - 平田広明（映画、ゲームも同様）
『幽霊屋敷レストラン』のオーナー（ギャルソン）のお化け。
『怪談レストランシリーズ』のメインナビゲーターであるため出番が多く、たかいよしかずが描いたイラストに限り、似たような幽霊が他の話のレストランにも登場している。
蝶ネクタイが特徴で、片手に白い蝋燭を持っている。原作ではその時の気分によって一人称は変わり、「ドロちゃん」という別名もあるようである。また、お化けの事は何でも知っているが、うっかり忘れる事もある。空気を吸い込むと20倍の大きさになる。
アニメおよびゲーム版では怪談レストランの支配人であり、アニメ版では闇のギャルソンは彼の昔の姿となっている（原作では二人が同一人物という描写は無い）。最終話では彼がメニューを読み、闇のギャルソンの姿を披露した。本人曰く支配人なのにギャルソンなのは少々納得がいかないらしい（1話）。少々抜けている所があり幽霊ねえさんが「うらめしや〜」と言った際、早とちりして「飯屋とは何です!? ここは格調の高い怪談レストランですよ!!」と激怒していた（13話）。本編で時折おばけギャルソンの創作物（アコがつけているキーホルダー、粘土細工、コーヒーカップ等）が見られる。
ばけねこさん
声 - 島田敏
『化け猫レストラン』のオーナーのオスの化け猫。
タキシードを着ており、金色の爛々と光る目をしている。丁寧な口調だが、少し小心者。
アニメでは怪談レストランの従業員であり、第2話、最終話に登場。
語尾に「ニャー」をつけて話す。幽霊ねえさん同様、おばけギャルソンとは息が合っている。11話ではCGとして登場していた。初期EDではガールフレンドらしきメス猫とダンスを踊っている。
コツコツガイコツ
『殺人レストラン』に登場する骸骨。
赤の蝶ネクタイが特徴。いつもは青い顔をした人間の姿をしており、レストランで案内をするのは唐辛子のような形の顔をしたウエーター。
駅員さん
『幽霊列車レストラン』のオーナーの男性の霊。
本来のレストランのオーナーは旅先で出会った食堂車に憧れて死んでいった霊を弔うためにレストランを開いた男性。
幽霊列車の駅員であり、青白い体で眼鏡をかけている。鞄には血に塗られた極楽行きと地獄行きの切符があり、真夜中に幽霊たちを乗せて絶賛営業中。おびえている描写が多い。
カパカパ
声 - 一龍斎貞友
『妖怪レストラン』のオーナーの河童。
赤い蝶ネクタイをしていて、一人称は「オイラ」。水の中を自由自在に泳げて、ゆずコショウ風味の物が大好き。背中に落書きされるのが悩みらしい。
アニメでは怪談レストランの従業員だが、まだ見習いのため、料理の紹介中に恥ずかしがって隠れてしまう。第4話、18話、最終話に登場し、初期EDでは怪談レストランの音楽隊として登場している。第2期EDでも顔を出している。
金しばりばばあ
『金しばりレストラン』のオーナーの老婆の霊。
つぎはぎだらけの半纏の着物を着ていて白髪頭。金縛りが得意で、常に不気味な笑みを浮かべている。両腕は伸縮自在である。また、泥鰌すくいも踊ることが出来、大仏ばばあに化けることも可能。
魔女
『魔女のレストラン』のオーナーの魔女。
魔法を使って動物を病気にしたり、野菜を腐らせたりしている。大きな土鍋で怪しげな料理を作ったりもする。
ペルソナくん
『鏡のうらがわレストラン』のオーナーの男性。
本来のレストランのオーナーは鏡好きな女性で本当に鏡の裏側にワイングラスを持つといけるらしい。
白い不気味なお面をいつも被っているが、これは着けたお面が外れなくなったかららしい。
原作のおまけではどくろ焼きなるものを売っている。
幽霊ねえさん
声 - 桜井ちひろ / 演 - 剛力彩芽
『墓場レストラン』のオーナーの女性の幽霊。
長い髪で三角頭巾に、足がないという典型的な姿。そのため、誰も驚いてくれないが実は本人も怖がり。
登場すると明りが火の玉になる。昔お墓があったビル式のレストランで、別名は「フリートホーフレストラン」となっているが、フリートホーフとは墓場のドイツ語である。
アニメでは怪談レストランの従業員であり、第3話、13話、最終話に登場。第3話ではばけねこさん同様、おばけギャルソンとは息が合っていたが、第13話では余り息が合っていなかった。11話ではCGとして登場していた。実写映画版では眼鏡をかけている。
一つ目シェフ
声 - 島田敏
『お化け屋敷レストラン』のオーナーの一つ目小僧。
コックの格好をしている。ガイコツやのっぺらぼうがスタッフで、料理千手観音シェフがライバル。目玉を使って料理し、骨スパゲッティやドクロホットケーキなどが得意だが、たまに失敗する。
アニメでは怪談レストランの従業員であり、第1話、12話、21話、最終話に登場。仕事をさぼってビールを飲んでいたりするため、実直な性格のおばけギャルソンとはあまり仲が良くない。初期EDでは怪談レストランの音楽隊として登場している。
火の玉ボーイ
声 - 関智一
『火の玉レストラン』に登場する火の玉。
一人称は「わて」で、手を出すことが出来る。いたずら好きで、飛んで来たら「どこかに行け」と言って追い掛ければ逃げて行くらしい。
アニメでは怪談レストランの従業員であり、第9話、20話、最終話に登場。情熱的な性格で「ファイアー!」と叫ぶ。これで自身が紹介していたメニューを燃やしてしまった他、おばけギャルソンを黒焦げにする、おばけギャルソンのドリームキャッチャーを燃やす等ハチャメチャな行動が目立つ。11話ではCGとして登場していた。
のろちゃん
声 - 大谷育江
『呪いのレストラン』のオーナーの女の子。正式名称は「よめこレストラン」と呼ぶ。
三つ編みの髪で、常に釘などの呪いグッズを所持している。頭の2本の蝋燭は本当は3本という噂で、そのことは彼女に聞いてはいけないらしい。
「鈍い」からのろちゃんと言われると怒る。呪いの依頼があるとその人に代わり呪いをかけ、自身も気に食わないことがあるとつい呪ってしまう。おきくちゃんとはお友達。
アニメでは怪談レストランの従業員であり、第14話、最終話に登場。初期EDに怪談レストランの客として登場している。11話ではCGとして登場していた。
わらちゃん
声 - 西村ちなみ
のろちゃんの呪いグッズの一つである藁人形。のろちゃんにいつも釘で打たれている。
アニメではのろちゃんと共に第14話に登場。
あの世おばけ
『あの世レストラン』に登場するお化け。
おばけギャルソンと似ているが、黄色い大きな目をしている。三途の川の渡し守で、死んだ人間をあの世へ連れて行く。川を渡ってしまうと生き返れないという。
がい骨船長
『がい骨レストラン』のオーナーの骸骨。
本来のレストランのオーナーは宝島とピーターパンが好きな夫婦。
海賊の船長の格好をしており、九官鳥が肩に乗っている。左足が無いため、松葉杖を使っている。いくら食べても太れないのがコンプレックス。
アニメ11話ではCGとして登場していた。初期EDにも登場していて、帽子を取っている。同じくがい骨のガールフレンドも怪談レストランの客として登場している。
カラス天狗
『魔界レストラン』のオーナーのカラス。
天狗の服装をしており、一人称は「オイラ」。手遊びが趣味。天狗の子分で、手に持っている葉団扇を使って色々吹き飛ばす。
アニメでは初期EDに怪談レストランの客として登場している。
うらめしちゃん
演 - 村松利史
『うらめしやレストラン』のオーナーの尼の女性。別名「ゆうれい尼さん」。
本来のレストランのオーナーは蕎麦を食べてはいけない村の習慣に疑問を感じ店を開き蕎麦をメニューに出した男性。
染衣を着けていて、数珠を持っている。マダムのような上品な話し方をし、空中に沢山の手を出せる。
アニメでは初期EDに怪談レストランの客として登場している。実写映画版では男性となっている。
メカ金次郎
声 - 高木渉
『七不思議レストラン』のオーナーのメカ。
二宮金次郎の銅像がモデルになっていて、火の玉博士によって悪い妖怪達から子供達を守るために作られたが、あまり役にはたっていない。背中の薪はミサイルであり、変身することも可能。しかし、時速4.5キロでしか走れない。
かわいい女の子が好きで、一人称は「おら」。自分の悪口は聞き逃さないらしい。
アニメでは怪談レストランの従業員であり、第6話、16話、最終話に登場。終始マイペースでレストランを破壊し、16話ではオレ様キャラになっておばけギャルソンを怪我させた。初期EDではグレーとダンスを踊っている。第2期EDでも顔を出している。
ピエール
声 - 阪口大助
『ケイタイ電話レストラン』に登場するお化け。
本来のレストランのオーナーは行方不明になった姪を探す男性が開いた。
フランス出身のため、瞳は青色で、フランス語混じりの変な日本語で話す。
頭のアンテナは近くに仲間がいるとすぐに分かる。太陽の光が苦手。愛用の携帯はO-BAKE004で、霊界とも話せる優れもの。着メロはシャンソンで、「ドロちゃん」というお化けのメル友がいる。
闇のギャルソン
声 - 平田広明 / 演 - 西村雅彦
『闇のレストラン』のオーナーの男性。
タキシードで色白の薄気味悪い男性で、花の柄が入った蝋燭を持つ。
アニメでは、おばけギャルソンの昔の姿となっており、最終話に登場。レイコの兄から怪談レストランを招待することを承知し、アコたちを怪談レストランに案内した。
初期EDなどから以前アコと面識があったような描写があった。闇のギャルソンとして現実世界で怪談レストランを営業している理由などの真相は最後まで明かされなかった。
エンマ大王
声 - 飯塚昭三 / 演 - 長友光弘（響）
『地獄レストラン』のオーナーの閻魔大王。
コック帽にエプロンをしている。あの世の入り口で裁判し、嘘をつくとその人間の舌を引っこ抜くという。大王なだけあって態度が豪快だが、お茶目な一面も。料理好きで、得意料理はチャーハン。実は『人食い花レストラン』、『おまじないレストラン』にも出ている。
アニメでは怪談レストランの従業員で、第19話、最終話に登場。怪談レストランと同じぐらいの身長である。11話ではCGとして登場していた。
コン太
『たたりじゃレストラン』のオーナーの狐。
赤い服装で、下駄を履いている。怒られたら泣いたフリをして誤魔化す。歌が好き。
アニメ11話ではCGとして登場していた。初期EDでは怪談レストランの客として登場している。
バク
声 - 山口勝平
『悪夢のレストラン』のオーナーの獏、物語では悪夢に魘される女性の前に現れたレストランのオーナーで幻のような存在になっている。
コックの格好をしている。怖い夢を食べてくれるという。
アニメでは怪談レストランの従業員であり、第10話、15話、最終話に登場。語尾に「バク」をつけて話し、一輪車が得意。11話ではCGとして登場していた。初期EDでは怪談レストランの音楽隊として登場している。
大ガマガエル
『もののけレストラン』のオーナーのガマガエル。
白い髭が生えている。絵の中に百年間閉じ込められていたという。からかさボーイ（唐傘お化け）などがスタッフで、周りに沢山のカエルやオタマジャクシを随えている。
占いカラス
演 - 山根良顕（アンガールズ）
『占いレストラン』のオーナーの人間のようなカラス。
原作では名前は明記されていない。七三分けの髪が特徴で紳士的な服装。人の姿をして占いをしている。
アニメ11話ではCGとして登場していた。初期EDでは怪談レストランのウエーターとして登場している。
ゼンマイばーさん
声 - 三輪勝恵
『百物語レストラン』のオーナーの老婆の薇。
百物語が語れるという噂。以外にコスプレ好きで、メイド服などの可愛らしい服が好み。
アニメでは怪談レストランの従業員であり、第8話、17話、最終話に登場。ギコギコ音がするのはお化けギャルソンも苦手らしい。ゼンマイを回すと喋りだす。第2期EDにも顔を出している。
心霊写真カメラ
『心霊写真レストラン』のオーナーのカメラ。
制服を着いて、頭が重いのが悩みらしい。彼の撮る写真はすべて心霊写真になってしまい、良い霊も悪い霊も写る。
はなちゃん
『神かくしレストラン』に登場する女の子。
ある日突然、東京へ神隠しに遭ってしまった少女。下駄に袴を着ていて、おかっぱ頭で血色が悪い。常に持ち歩いている箱の中には天狗が入っており、天狗タクシーを呼べる。にぎりめしが好物。
アニメではEDに怪談レストランの音楽隊として登場している。
亡霊くん
『亡霊レストラン』に登場する骸骨。
頭がアンテナのようになっている。いつも持っている時計で時間を計っている。好きな食べ物はラーメンと柏餅。
アニメではEDに怪談レストランの音楽隊として登場している。
生まれ変わりジジ&ベビー
『生まれ変わりレストラン』に登場する赤ん坊。
オーナーは一人の老婆。人は死ぬと生まれ変わって赤ん坊から人生をまたやり直すという。
鬼
『鬼のレストラン』のオーナーの鬼。
鬼の子供がいつも肩の上に乗っている。海辺の村人を嵐の日の大波から守るために海に沈み、島になったらしい。案内をするのは一人の男性だが、その正体も鬼である。
ネクラくん
『霊界通信レストラン』のオーナーの男性の幽霊。
センター分けの髪で、頭に天使の輪が乗っている。根暗なことから今の名前になったらしい。
あの世とこの世を行き来してメッセージを運んでいるらしい。おきくちゃんに好意を寄せており、髑髏印の携帯電話の待ち受けはおきくちゃんである。
アニメではEDに怪談レストランの客として登場している。
死神さん
声 - 渡辺久美子
『死神レストラン』のオーナーの死神。
死神だが子供のため二頭身である。いつも鎌を持っており、カラスが乗っている。
エンマ大王の部下で、死にそうな人を見つけては地獄に連れて行く。レストランの設立者はとある童話作家。
アニメでは怪談レストランの従業員であり、第5話、11話、最終話に登場。語尾に「〜ガミ」をつけて話す。一つ目シェフと同様、おばけギャルソンとはあまり仲はよくない。11話ではCGとして登場していた。第2期EDにも顔を出している。
魔の木
『魔の森レストラン』に登場する木。
生えて二千年の大きな木で、葉は無い。老人の歳らしくいろいろな話を知っており、ロピケという名前の悪魔がいつも乗って来る。人間の言葉を話せるため話しかけて来る。
おきくちゃん
声 - こおろぎさとみ / 演 - さくらまや
『人形レストラン』のオーナーの髪が伸びる市松人形。
まっすぐに切りそろえた長い黒髪で、切っても切ってもすぐ伸びてしまう。
赤い着物を着ていて、おしゃれ好きで自作でファッションショーをひらいている。美味しいお菓子を食べるのが趣味で、のろちゃんとはお友達。
アニメでは怪談レストランの従業員であり、第7話、22話、最終話に登場。22話ではお化けギャルソンのことを呪っていた。11話ではCGとして登場していた。初期EDでは怪談レストランの客として登場している。
まじないおばば
『おまじないレストラン』のオーナーのメス猫。
赤い服に、魚の形の怪しげな首飾りに水晶玉を持っている。おまじないの時に使う呪文の「ちちんぷいぷい」の意味が分からず、疑問を感じているらしい。
グレー
『謎のメールレストラン』に登場する宇宙人。
遠い星からやって来たためカタカナ言葉で話し、宇宙にレストランがある。実は迷子になってとても困っているらしい。
アニメでは初期EDにメカ金次郎とダンスを踊っている。
人食い花ちゃん
『人食い花レストラン』の看板娘の人食い花。
派手な花柄に、良い香りで虫を捕らえる。食べた命の分だけ生きている様で、人間の子供が美味しそうに見えてしまうらしい。趣味はお化粧とカラオケ。
天狗さん
『ぶきみな音レストラン』のオーナーの天狗。
歌と踊りが好きで様々な楽器が演奏でき、生きている琵琶や小堤が従業員。山に現れ不気味な音を立てながら空を飛ぶと言われている。
ゴロゴロちゃん
『秘密のとびらレストラン』に登場する丸い物体。
沢山の秘密の鍵を持っており、秘密の扉を開けて魔界を案内してくれる。チビチビという友達がいる。
アニメでは初期EDに幽体くんとダンスを踊っている。
古時計妖怪
『丑三つ時レストラン』に登場する時計の妖怪。
古くなって捨てられてしまった。一日を25時間にすることが出来るらしいが、寒いオヤジギャグを言う。
幽体離脱くん
『幽体離脱レストラン』に登場するお化け。
眠っている間に身体から抜け出て来た魂。空を自由に飛べ、朝までには戻りたいらしい。
アニメでは初期EDにゴロゴロちゃんとダンスを踊っている。
紫ババア
演 - 片桐はいり
『紫ババアレストラン』のオーナーの紫ババア。
左右のピアス、長い手に手袋、紫のマフラーに紫の顔、髪、服と何もかも紫尽くし。常にポットン（ラバーカップ）を持っている。
学校のトイレに住んでおり、トイレが詰まると流してくれる。トイレの花子さんとは犬猿の仲。
アニメでは最終話に登場し、部下のカエルも登場している。アコたちの前に他のお化けたちと共に現れた。初期EDではダンスを踊っている。実写映画版では眼鏡をかけている。
知らせ虫
『虫の知らせレストラン』に登場する虫。
事が起きる前にいろいろな情報を知らせてくれる。面倒になると死んだフリをする。
死の影ちゃん
『死の影レストラン』に登場する影。
人々の影に忍び込み、影の持ち主を驚かせたりして困らせる。しかし、暗い所には現れない。
仮面魔人
『仮面レストラン』に登場する、仮面を被っている男性と思しき人物。
トーテムポールのようなデザインの仮面が特徴で、その仮面を馬鹿にすると自分も気絶するほどの臭い息を吐く。
お化けパソコン
声 - 不明
『お化けパソコンレストラン』に登場するパソコン。
お化けのパソコンであるが、普通にパソコンとして使うことも可能。世界中の旨い物を食べるのが夢で、化けマウスが相棒。
アニメでは第14話デザート「リプレイ」にてゲーム画面の中で登場。
わらしちゃん
『座敷わらしレストラン』に登場する座敷わらしの男の子。
子供にしか見ることが出来ない。時々生きているほうき（座敷ボーキ）でお掃除してくれる。
トンネルおばけ
『恐怖のトンネルレストラン』に登場するお化け。
口がトンネルのようになっていて、何でも飲み込んでしまう。
魔女ばあさん
『ゾンビのレストラン』のオーナーの老婆。
青い体に黒い服という不気味な容姿をしているが、ゾンビスープを飲んでいるためスタイルはいい。ゾンビで出汁を摂っているゾンビスープは飲むとレストランに行けるという。
アニメ11話ではCGとして登場していた。初期EDでは『ゾンビのレストラン』の従業員とダンスを踊っている。
学校レストラン
『真夜中の学校レストラン』に登場する真夜中の学校をモチーフにした動くレストラン。
複数の目、手足がある。オーナーは一人の女性。元気な子供が大好きで、学校内には有名なお化けたちが数多くいる。

## テレビアニメ
児童文学を原作とするテレビアニメ。東映アニメーション制作。2009年10月13日から2010年6月8日までテレビ朝日系列で放送された。全23回。ハイビジョン制作。特番による放送休止が多かったため、放送期間の割に放送話数が少ない。
東映アニメーション作品としては2006年9月にフジテレビ系列で放送中の『ONE PIECE』がゴールデンタイムから移動して以来3年ぶりとなるゴールデンタイムでのレギュラー番組となった。また、テレビ朝日と東映アニメーション共同制作のアニメ番組での全国ネットとしては、（全時間帯を通じて）2004年9月にゴールデンタイムから移動し、かつローカルセールス枠での一部地域ネットに降格した『ボボボーボ・ボーボボ』以来5年ぶりとなる。テレビ朝日の火曜日19時台後半枠に単独アニメ作品が組まれるのは『オヨネコぶーにゃん』（第2期）以来24年半ぶり、東映制作アニメが組まれるのはその前番組の『夢戦士ウイングマン』以来24年7ヶ月ぶりとなった。
放送時間（日本時間）は火曜日の19時30分 - 19時54分（JST）。テレビ朝日と東映アニメーションの制作による実質上の前番組はローカルセールスだった『ねぎぼうずのあさたろう』である。オープニングテーマは一切無く、オープニングでお化けギャルソンとレストランの従業員が『今日のメニュー（放送内容）』を紹介するという体裁となっていた。
放送後、テレビ朝日・北海道テレビ・岩手朝日テレビでは、『「スティッチ!」と「怪談レストラン」』（19時54分 - 20時00分）を放送していた。「怪談レストラン」側では、当初本編より長めの次回予告を放送していたが、その後本編中、お化けギャルソンがどこにいたかをチェックするコーナーに変更された。また、『たけしの健康エンターテインメント!みんなの家庭の医学』放送開始後は、コーナーの最後にお化けギャルソンによるジャンクションが追加された。なお、大半の系列局ではローカルニュースや天気予報、自社製作のミニ番組等を放送している。このため、30秒スポットCMで次回予告を放送している地域もあった。
第7話放送後から、電話でお化けギャルソンが怪談を話す「おみやげ」を開始した。2010年7月23日よりテレビアニメ版のDVDがバンダイビジュアルから発売された。
2010年4月13日放送分からは『「スティッチ!」と「怪談レストラン」』は廃止され、代わって『この後「みんなの家庭の医学」』が開始したが、これも同番組の制作局の朝日放送を含む大半の系列局ではローカルニュースや天気予報、自社製作のミニ番組等に差し替えられている。2010年5月11日放送分から番組終了時に、おばけギャルソンによる『みんなの家庭の医学』へのジャンクションが復活した。
2010年8月には実写版映画が上映された。

### ストーリー
東京郊外の山桜市にある小学校に通う大空アコ（愛称・アンコ）は、冒険小説家が夢の小学6年生。そんなアコのクラスに、謎の美少年・甲本ショウが転校して来る。帰国子女の彼は、世界中の怖い話を集めている。そのショウが街はずれの廃墟、通称「怪談レストラン」へ行くことを誘う。そこからアコの周りで奇妙な出来事が起き始める。『デザート』では、ユウマ以外の3人のうちの1人が語り手となって進行する。他、小説や昔話の話では、彼らやその周辺の人物と瓜二つで声も同じの人物が主な登場人物となる。

### アニメ版での登場人物

#### 主要人物
大空 アコ（おおぞら アコ）
声 - 白石涼子
アニメでの主人公にして語り役。山桜小学校6年生の女の子。あだ名は「アンコ」。ボーダー柄のシャツやかぼちゃパンツなど昭和ルックのファッションを好む。
赤いフレームの逆ナイロールの眼鏡と太い眉毛が特徴。眼鏡が外れたり汚れて見えなくなったりすると、パニックを起こしたり、逆に急に冷静になったりする。ユウマ曰く「眼鏡を外すと性格変わる」が、眼鏡がないと周りが認識できず、普通に歩けない。ランドセルにおばけギャルソンのキーホルダーをつけている。
空想好きで将来の夢は冒険小説家。しかし、小説家を目指している割には漢字が苦手な様で見世物小屋の看板に書かれていた「冥土（めいど）」という漢字が読めなかった。度々、くじ引きで民宿の宿泊券、大型テレビなどの特賞を当てるがろくな結果にならないことが多い。地味で控えめな性格をしており、どちらかといえばクラスでも目立たない存在。怖い話は苦手だが、好奇心旺盛で真実を確かめずにはいられない性格。
ショウが転校して来てから奇妙な出来事に巻き込まれるようになり、命の危機に晒される事もある。
最終回にて怪談レストランに行き、闇のギャルソンと出会ったことのあるような記憶を持っていたが、詳しい事は最後まで明かされなかった。
甲本 ショウ（こうもと ショウ）
声 - 優希比呂
アコのクラスに転入して来た、帰国子女の美少年。金髪でサスペンダーの服装が多い。
個人主義のため、どこか一線を引いた雰囲気を持つが、アコたちクラスメイトとは一緒に帰ったりと行動を共にしていることが多く、また美少年故クラスの女子人気は高い様子。
外見とは裏腹に怖い話が好きで、世界各地の怪談を収集している。怖い話やそれにまつわる話について精通しており、アコに解説をすることもある。また、怖い噂のある場所によく訪れてはVTRで撮影している。幽体離脱をしたことがある。その際、ビッグベンの時計塔やロンドンの街並みを飛び回っていたことから山桜町に引っ越す前の出来事と思われる。様々な怪事件に遭遇し、彼の救出によってアコたちが助かることが多い。
怪談と同じくらい星が好きとも語っている。また、アコとショウはテレパシーが使える。スマートフォンを所持している。
佐久間 レイコ（さくま レイコ）
声 - 浅野真澄
アコのクラスメイトで学級委員の女の子。
頭脳明晰で成績優秀だが、科学的根拠のないことは信じない様な冷めた態度を取っている素直になれない本心とは裏腹な態度を取っている偏屈者。黒髪のロングヘアが特徴。白レースやロングスカートなど、上品なお嬢様ルックが多い。アコ達の行く怪談スポットに偶然用があった等と言って度々現われ、二人に突っかかってくる。性格が悪いと指摘されることもあり、作中ではアコたちをはじめクラスメイトに嫌味をよく言うが、友達思いの一面もある。
数々の怪奇現象に遭遇したにもかかわらず、偶然などと言ってそれらを否定していた。それは3年前に海で溺死した兄に会おうと過去に霊が目撃された場所を巡ってみたものの、一度として会えることがなかった事が要因だった。実際に怪我をする悪夢が広まった時には自分が夢を見ないよう不眠に陥るなどどこかで認めるような素直な感じの行動・言動も時折見られる。兄が海で行方不明になった際に、自分が砂浜で居眠りをしていたことで自分のせいで兄が亡くなってしまったと思い込み、事件以来ずっと自責の念を抱えていた。
映画版では母との関係が良くなっていた。
オカルトの類を信じていないという風なスタンスのためか、『デザート』で語り手を務める回数は3人の中で一番少ない。
水窪 ユウマ（みさくぼ ユウマ）
声 - 川原慶久
アコのクラスメイトのガキ大将の男の子。
茶髪のセンター分けで、オレンジのシャツと長ズボンを着こなしているのが特徴。いたずら好きであり、転校して来たショウにもちょっかいをかけていた。上から目線の態度もしばしば取るが、本当は怖がりで小心者。霊感が強い為、非常に幽霊に狙われやすい体質である。
第4話において神社の境内にある神木にペットボトルを投げ捨てたため、神隠しに遭う。無事現実に戻ることができ、性格も丸くなった様子。アコたちと共に行動する機会が増え、同時に不可思議な現象に遭遇することが多くなった。
第21話では、白い手がユウマを学校の廊下の壁に引きずり込まれそうとなったが、アコとショウが駆けつけてくれ、無事に救出した。
最終話では、学校の廊下の壁にぶつかり気絶してしまった為、怪談レストランに招待されなかったが、タイムリープの影響で学校に戻っており、朝日の中アコ達と帰宅してエンディングを迎えた。

#### 山桜小学校
小和田 マリ（こわだ マリ）
声 - 矢島悠子（テレビ朝日アナウンサー）
アコのクラスメイトの女の子。
活発でミーハーな性格で、アコとは仲の良い親友。ショウに異性として興味を持っている少女。好奇心旺盛なためレイコと違いオカルト好き。ユウマとはソリが合わない。理科が苦手。第12話で妹が産まれている。お化けギャルソンの抱き枕を持っている。ボーイッシュな性格とは裏腹に自室はピンクや白で統一された女の子らしい部屋である。デザートでのろうそくを吹き消してみたいという願望があった。
宮木 タクマ（みやき たくま）
声 - 菅沼久義
アコのクラスメイトの男の子。
ユウマの子分的存在で、かつて一緒に行動していることが多い少年。ユウマがアコたちと共に行動する機会が増えてからは、一緒に行動する機会が減った。
第4話でユウマが神隠しに遭って失踪してしまった時は、涙を流すほどにユウマのことを心配していた（第21話では、ユウマが白い手に引きずり込まれそうになった時、怖がってしまいユウマを見捨ててしまったこともある）。
木本 芳雄（きもと よしお）
声 - 宮田幸季
第2話に登場するアコのクラスメイトの少年。気弱な性格で、ユウマにいじめられていた。
魚と牛乳が嫌いで、給食に出る度にユウマに多く入れられていた。
トットという名前の三毛猫を飼っていて、トットは唯一芳雄の本心を理解しており、いじめられ休んだ芳雄の代わりにトットが彼の身代わりで学校に行き、ユウマ達に報復したこともあった。
石本 ミチコ（いしもと ミチコ）
声 - 豊嶋真千子
アコのクラスの担任の先生。通称「ミチコ先生」で、エンディングクレジットでもミチコ先生と表記されている。
大学時代の不思議な出来事を児童たちに語ることが多い。
池上 かおり（いけがみ かおり）
声 - 福圓美里
第17話に登場。ブンタと同じクラスの小学3年生。アコたちと出会ったときには既に故人。
夏祭りに行く途中に事故で亡くなったためか、アコたちと出会った時、折り鶴模様の浴衣を着ていた。
アコたちは17話の終盤に彼女への送り火として線香花火を上げた。
宇井留 ケイコ（ういる ケイコ）
声 - 雪野五月
第22話に登場。山桜小学校へ教育実習生としてやって来た大学生。
アコ曰く「美人でかっこいい目立つ存在」。明るく元気な性格でアコたちとすぐ仲良くなる。
しかし、しばらくしてアコはケイコに顔も服装も全て瓜二つの女性を度々見かけるようになる。ショウはその女性をケイコのドッペルゲンガーと分析したが、ショウはケイコと彼女の距離がだんだん近づいていることに気づき、2人が鉢合わせになることを心配していた。
アコとショウは2人が鉢合わせになることを食い止めようとしたが叶わなかった。ケイコの教育実習最後の日にケイコはドッペルゲンガーと鉢合わせになり、倒れて救急車で搬送される。その後の行方は不明。

#### 大空家
アコ同様、怪事件に巻き込まれることが多い。
大空 文太（おおぞら ぶんた）
声 - 大浦冬華
アコの弟。EDのクレジットでは「大空ブンタ」とカタカナ表記されている。
囲碁ができる。好奇心旺盛で、アコに比べると度胸があるが怖がりな一面もある。病院で死神の会議を見てしまったことがある。約束は破るためにあるなどと屁理屈を言う時がある。
前世は農家の子どもだったらしいが、6歳の年は作物が出来ずに餓死してしまったらしい。前世の両親と会い眠った後、前世の記憶とその日のことを綺麗に忘れてしまった。
なお、「ブンタ」という名は原作シリーズ第1作の「怪談レストラン」第1話に登場する少年と同名である。
大空 コウジ（おおぞら コウジ）
声 - 伊藤健太郎
アコの父親。第6話までのEDクレジットでは「アコの父親」と表記されていた。
基本的に臆病な性格で、アコはどちらかといえば彼よりの性格である。幼い頃、友人を池で亡くしている。家の鍵をなくす、結婚記念日を忘れる等間抜けな所もある。アコ曰く「生真面目で几帳面」「騙されやすい」性格。出張先の田舎で狸に騙された。
第5話で弟をインドで亡くしている。
第16話で妻カズヨとは大学時代に知り合ったのが馴れ初めであるとアコに説明した。カズヨに知り合った当初、交際している女性がいたのだが、カズヨと会ってからは彼女のことばかり気になりだしたらしい。
妻への愛情は深く、「結婚できて本当に良かった。それ以外の人生は考えられない」とのこと。
大空 カズヨ（おおぞら カズヨ）
声 - 前田愛
アコの母親。第6話までのEDクレジットでは「アコの母親」と表記されていた。
基本的に強気な性格で、ブンタはどちらかといえば彼女よりの性格である。強気な割に怖がりの一面も持ち、11話で家に家族の誰の物でもないコートが紛れ込んだ時は1番怖がっていた。
幼い頃、水の精と仲良くなり、別れ際に彼の魂が入ったガラス玉を渡されており、現在も大事にしている。
大学時代に夫コウジと知り合う。コウジと本人曰くカズヨの方から好きになった。
きっちょむ
声 - 平田広明
大空家の飼い犬のミニチュアダックスフント。
食事中は抱っこ禁止らしい。
アコの叔父
声 - 小山力也
第5話に登場。本名は不明。
アコ曰く生真面目で几帳面な兄と違い気ままで気まぐれな性格。フリーターで趣味は旅行であり旅行から帰る度、アコに海外のお土産を買ってくる。
旅先のインドで不慮の死を遂げる。死後、狼の力を借りてアコに会いに行き、旅の素晴らしさ、旅を恐れないこと、旅先で必ずアコを守ることを伝える。

#### 佐久間家
いずれも最終話にて初登場した。祖母は劇場版にのみ登場した。
レイコの兄
声 - 阪口大助
3年前に海で溺れ他界した。アコと同じ形の眼鏡をかけていたことや、将来の夢が小説家だったなどアコに似通っている点があり、日頃からレイコがアコに突っかかっていたのはアコに彼の面影を見ていたためである。
レイコを怪談レストランに招待し、霊界通信の電話で、自分が死んだのはレイコのせいではないこと、以前のような仲の良い家族に戻ってほしいことを伝えた。
レイコの母親
声 - 土井美加
息子が死んだことにより事故現場にいたレイコにつらく当たってしまったため、レイコとの仲が悪くなってしまった。しかし、本心ではそれを後悔しており、レイコのことをずっと気にしていた。
レイコの父親
声 - 小杉十郎太
息子の事件以来家族との関係が硬化していた。
妻と共に寺に多額の寄付をしているらしい。
レイコの祖母
声 - 麻生美代子
劇場版のみ登場。

### スタッフ
- 企画 - 杉山登、関弘美
- シリーズディレクター - 池田洋子
- シリーズ構成 - 米村正二
- キャラクターデザイン - 高橋晃
- 美術デザイン - 渡辺佳人
- 色彩設計 - 辻田邦夫
- 音楽 - 高木洋
- 製作担当 - 額賀康彦（第1話 - 第11話）、松坂一光（第11話 - 第23話）
- プロデューサー - 今川朋美（第1話 - 第11話）、松久智治（第12話 - 第23話）、鷲尾天、浅間陽介（第1話 - 第11話）
- 制作協力 - 東映
- 制作 - テレビ朝日、東映アニメーション

### 主題歌
「Lost Boy」
作詞 - Naoki Takada / 作曲 - Naoki Takada & Shintaro "Growth"Izutsu / 編曲 - Shintaro "Growth"Izutsu / 歌 - SEAMO（Ariola Japan）
※歌詞字幕は2009年11月17日放送分より表示。
映像は第12話までは怪談レストラン内で原作に登場するお化け（上記参照）が集まっているものだったが、第13話から再び歌詞字幕がなくなり、お化けギャルソン、ゼンマイばーさん、カパカパ、メカ金次郎、死神さんが集う中文章で物語を一つ紹介するものに変わった。実は一部のシーンが本編の内容とリンクしている。
その後主題歌は放送されなくなり食後のデザート話がEDになった。

### 各話放送リスト
毎回「前菜」「メインディッシュ」「デザート」の内の2、3本立てとなっており、「前菜」「メインディッシュ」ではアコたちが体験した奇妙な体験や話、「デザート」ではアコ、ショウ、レイコのいずれか一人の語りで百物語形式で進行、最後にロウソクを1本消して終了する。
EDは、初期はレストラン内で妖怪またはお化けたちがディスコパーティーをしている中、派手に踊っていたお化けギャルソン（闇のギャルソン）が何かに呑み込まれて何処かの砂浜に漂着、麦藁帽子を追いかけてきたアコがギャルソンに微笑む、といった演出となっている。13話 - 15話では『怪談レストランシリーズ』の話がエンディングテーマと一緒に流れる形となり、スタッフエンドロールが終わると同時に、その話の最後の怖い話の絵が表示されて終わる。また、16話からはEDが放送されず、本編中にEDクレジットが表示されている。
| 話数 | 前菜                   | メインディッシュ       | デザート                     | 原作                                                                                   | スタッフ              | 放送日          |
| ---- | ---------------------- | ---------------------- | ---------------------------- | -------------------------------------------------------------------------------------- | --------------------- | --------------- |
| 1    | 怪談レストラン         | キキーモラ人形         | 行ってしまった女の子         | 前菜：アニメオリジナル メイン：真夜中の学校レストラン デザート：鏡のうらがわレストラン | 一つ目シェフ          | 2009年 10月13日 |
| 2    | 猫、学校へいく         | 池のふちの道           | ひらめになれ                 | 前菜：化け猫レストラン メイン：殺人レストラン デザート：呪いのレストラン               | ばけねこさん          | 10月20日        |
| 3    | じゃ、バーイ           | 真夜中の王女           | 雨の夜の客                   | 前菜：亡霊レストラン メイン：殺人レストラン デザート：墓場レストラン                   | 幽霊ねえさん          | 10月27日        |
| 4    | 神かくし               | 井戸の底のばあさま     | 白いマフラー                 | 前菜：魔界レストラン メイン：魔女のレストラン デザート：殺人レストラン                 | カパカパ              | 11月10日        |
| 5    | オオカミのひかる目     | 死神キラー             | つぎはおまえだ               | 前菜：殺人レストラン メイン：死神レストラン デザート：妖怪レストラン                   | 死神さん              | 11月17日        |
| 6    | こわーい学校           | とうげの一けん家       | つぼひめさま                 | 前菜：がい骨レストラン メイン：殺人レストラン デザート：闇のレストラン                 | メカ金次郎            | 11月24日        |
| 7    | カーおばさん           | たあちゃん             | あの世からの鈴の音           | 前菜：もののけレストラン メイン：人形レストラン デザート：あの世レストラン             | おきくちゃん          | 12月1日         |
| 8    | 31号室                 | ふりむくな             | コピー機からギコギコギコギコ | 前菜：秘密のとびらレストラン メイン：闇のレストラン デザート：ケイタイ電話レストラン   | ゼンマイばーさん      | 12月8日         |
| 9    | 自分の葬式をみた       | 水の精のおくりもの     | モロッコで消えた新妻         | 前菜：火の玉レストラン メイン：鏡のうらがわレストラン デザート：神かくしレストラン     | 火の玉ボーイ          | 2010年 1月19日  |
| 10   | 青い炎の館             | 白い家の少女           | あの世からの着メロ           | 前菜：火の玉レストラン メイン：悪夢のレストラン デザート：お化けパソコンレストラン     | バク                  | 1月26日         |
| 11   | 誰のコート?            | 幽霊屋敷               | 背中に手のあとが             | 前菜：座敷わらしレストラン メイン：ケイタイ電話レストラン デザート：幽体離脱レストラン | 死神さん              | 2月2日          |
| 12   | とりかえられた赤ちゃん | いっしょにいこう       | 食堂のこたつ                 | 前菜：紫ババアレストラン メイン：丑三つ時レストラン デザート：魔界レストラン           | 一つ目シェフ          | 2月16日         |
| 13   | 亡者道                 | 海にただよっていた鏡   | 丑の刻まいり                 | 前菜：もののけレストラン メイン：ゾンビのレストラン デザート：丑三つ時レストラン       | 幽霊ねえさん          | 2月23日         |
| 14   | -                      | あたしをかえして!      | リプレイ                     | メイン:妖怪レストラン デザート：殺人レストラン                                         | のろちゃん&わらちゃん | 3月2日          |
| 15   | おまえだ               | ひとりではおどれないの | 空席                         | 前菜：殺人レストラン メイン：悪夢のレストラン デザート：真夜中の学校レストラン         | バク                  | 3月9日          |
| 16   | すきな人の髪の毛を…    | 幽霊トンネル           | 学校わらし                   | 前菜：おまじないレストラン メイン：幽霊列車レストラン デザート：七不思議レストラン     | メカ金次郎            | 4月13日         |
| 17   | きもだめし             | おかえり、あなた!      | すごい手相                   | 前菜：墓場レストラン メイン：鬼のレストラン デザート：占いレストラン                   | ゼンマイばーさん      | 4月20日         |
| 18   | 憑き物                 | 生まれ変わり           | 子育て幽霊                   | 前菜：占いレストラン メイン：生まれ変わりレストラン デザート：うらめしやレストラン     | カパカパ              | 4月27日         |
| 19   | あの世の旅のご案内     | 悪魔の窓               | 泣くつり鐘                   | 前菜：地獄レストラン メイン：おまじないレストラン デザート：ぶきみな音レストラン       | エンマ様              | 5月4日          |
| 20   | 予言テレビの怪         | 悪夢の続き             | -                            | 前菜：ケイタイ電話レストラン メイン：悪夢のレストラン                                  | 火の玉ボーイ          | 5月11日         |
| 21   | うで                   | あらしの夜             | -                            | 前菜：ゾンビのレストラン メイン：幽霊列車レストラン                                    | 一つ目シェフ          | 5月25日         |
| 22   | もうひとりの先生       | コンビニののろいグッズ | -                            | 前菜：亡霊レストラン メイン：呪いのレストラン                                          | おきくちゃん          | 6月1日          |
| 23   | -                      | 怪談レストラン最初の客 | -                            | メイン：アニメオリジナル                                                               | 闇のギャルソン        | 6月8日          |

### おみやげ
| 話数 | 作品                   | 原作                   |
| ---- | ---------------------- | ---------------------- |
| 1    | 山小屋のがい骨         | がい骨レストラン       |
| 2    | 新年の馬小屋           | たたりじゃレストラン   |
| 3    | ねずみの塔             | うらめしやレストラン   |
| 4    | あの猫はわたし         | 化け猫レストラン       |
| 5    | 人面犬                 | 妖怪レストラン         |
| 6    | 清めの塩をわすれたら   | 金縛りレストラン       |
| 7    | どくろのスープ         | 墓場レストラン         |
| 8    | 幽霊船                 | 幽霊列車レストラン     |
| 9    | 地下駐車場             | ぶきみな音レストラン   |
| 10   | 花嫁がふたり           | 化け猫レストラン       |
| 11   | とのさまにはりついた面 | 仮面レストラン         |
| 12   | 花におしつぶされた男   | 人食い花レストラン     |
| 13   | どくろのたたり         | たたりじゃレストラン   |
| 14   | 猫の王さま             | 化け猫レストラン       |
| 15   | きえた彫刻             | うらめしやレストラン   |
| 16   | 死のジャケット         | 虫の知らせレストラン   |
| 17   | 百物語のテープ         | 謎のメールレストラン   |
| 18   | 着メロのなる車         | ケイタイ電話レストラン |

### ED
| 話数 | 作品                   | 原作             |
| ---- | ---------------------- | ---------------- |
| 13   | カタリン               | 妖怪レストラン   |
| 14   | なま首がニタッとわらう | 闇のレストラン   |
| 15   | 見るな!                | アニメオリジナル |

### 各話スタッフリスト
| 話数 | 脚本            | 絵コンテ   | 演出              | 作画監督            | 美術       |
| ---- | --------------- | ---------- | ----------------- | ------------------- | ---------- |
| 1    | 米村正二        | 池田洋子   | 芝田浩樹 細田雅弘 | 高橋晃              | 渡辺佳人   |
| 2    | 清水東 丸尾みほ | 角銅博之   | 角銅博之          | 今木宏明 直井正博   | 杦浦正一郎 |
| 3    | 村山功          | 畑野森生   | 畑野森生          | 大西陽一 石川修     | 鹿野良行   |
| 4    | 丸尾みほ 清水東 | 細田雅弘   | 細田雅弘          | 小泉昇 小松こずえ   | 渡辺佳人   |
| 5    | 米村正二        | 芝田浩樹   | 芝田浩樹          | 梨澤孝司 竹田欣弘   | 徳重賢     |
| 6    | 清水東          | 古賀豪     | 広嶋秀樹          | 高橋晃              | 鹿野良行   |
| 7    | 村山功          | 佐々木憲世 | 畑野森生          | 直井正博            | 渡辺佳人   |
| 8    | 丸尾みほ        | 角銅博之   | 角銅博之          | 今木宏明            | 杦浦正一郎 |
| 9    | 米村正二        | 織本まきこ | 織本まきこ        | 大西陽一            | 渡辺佳人   |
| 10   | 米村正二        | 芝田浩樹   | 芝田浩樹          | 小松こずえ 梨澤孝司 | 徳重賢     |
| 11   | 丸尾みほ        | 細田雅弘   | 細田雅弘          | 小泉昇 直井正博     | 鹿野良行   |
| 12   | 清水東          | 池田洋子   | 池田洋子          | 高橋晃              | 渡辺佳人   |
| 13   | 村山功          | 角銅博之   | 角銅博之          | 今木宏明 小松こずえ | 渡辺佳人   |
| 14   | 米村正二        | 芝田浩樹   | 芝田浩樹          | 高橋晃              | 鹿野良行   |
| 15   | 清水東          | 細田雅弘   | 細田雅弘          | 直井正博            | 渡辺佳人   |
| 16   | 丸尾みほ        | 角銅博之   | 角銅博之          | 石川修 小松こずえ   | 渡辺佳人   |
| 17   | 村山功          | 今澤哲男   | 今澤哲男          | 直井正博 梨澤孝司   | 石田勝則   |
| 18   | 米村正二        | 織本まきこ | 織本まきこ        | 大西陽一 今木宏明   | 渡辺佳人   |
| 19   | 米村正二        | 芝田浩樹   | 芝田浩樹          | 高橋晃              | 杦浦正一郎 |
| 20   | 緒方彩子        | 佐々木憲世 | 広嶋秀樹          | 梨澤孝司 小松こずえ | 渡辺佳人   |
| 21   | 清水東          | 角銅博之   | 角銅博之          | 石川修              | 徳重賢     |
| 22   | 丸尾みほ        | 細田雅弘   | 細田雅弘          | 直井正博 高橋晃     | 鹿野良行   |
| 23   | 米村正二        | 池田洋子   | 池田洋子          | 高橋晃              | 渡辺佳人   |

### 放送局
| 放送局                       | 放送期間                      | 放送日時           | 放送系列                                     | 備考       |
| ---------------------------- | ----------------------------- | ------------------ | -------------------------------------------- | ---------- |
| テレビ朝日系列フルネット24局 | 2009年10月13日 - 2010年6月8日 | 火曜 19:30 - 19:54 | テレビ朝日系列                               | 同時ネット |
| テレビ宮崎                   | 2010年7月2日 - 8月27日        | 金曜 15:29 - 15:54 | フジテレビ系列 日本テレビ系列 テレビ朝日系列 | 集中放送   |

### DVD
本編のDVDは2010年7月23日 - 9月24日にかけて発売。全3巻で1・2巻は8話、最終巻のみ7話収録。

## 映画
2010年8月21日に『劇場版 怪談レストラン』（THRILLER RESTAURANT）が公開。実写パートの本編「怪談レストランができたわけ」と短編アニメ「死神メール」の2話構成。

### 映画概要
アニメと実写とCGを組み合わせた作りでテレビシリーズの世界観を再現し、アコ、ショウ、レイコがアニメで、お化け達がCGで登場し、映画オリジナルキャラクターとして映画初主演の工藤綾乃演じる「自称怪奇探偵」天野ハルが登場するが映画本編では、アコ、レイコ、ショウは実写のキャラクターとは一切絡まない上にストーリーもほぼ独立しており無関係である。監督はテレビドラマ『世にも奇妙な物語』シリーズの歴代最多演出を手がけた落合正幸、脚本はテレビシリーズでシリーズ構成を担当している米村正二が担当。
キャッチコピーは「当店自慢のスペシャルメニューを、存分にご賞味くださいませ。」。
ぴあ初日満足度ランキング（ぴあ映画生活調べ）では満足度89.2で第3位と好評価となった。

### 映画キャスト
- 天野ハル - 工藤綾乃
- 皆神カオル - 森崎ウィン
- 高瀬ジュン / 幽霊ねえさん - 剛力彩芽
- 黒川リュウ - 冨田佳輔
- 天野マイ / おきくちゃん - さくらまや
- 解剖模型 - 田中卓志（アンガールズ）
- 占いカラス- 山根良顕（アンガールズ）
- 用務員のおばさん / 紫ババア - 片桐はいり
- ゆうれい尼さん - 村松利史
- エンマ大王 - 長友光弘（響）
- 闇のギャルソン - 西村雅彦

声の出演
- 大空アコ - 白石涼子
- 甲本ショウ - 優希比呂
- 佐久間レイコ - 浅野真澄
- レイコの母 - 土井美加
- のろちゃん - 大谷育江
- わらちゃん - 西村ちなみ
- ピエール - 阪口大助
- レイコのおばあちゃん - 麻生美代子
- お化けギャルソン - 平田広明

### 映画スタッフ
- 監督 - 落合正幸
- 企画 - 古賀誠一、森下孝三
- 脚本 - 米村正二
- 音楽 - coba
- 主題歌 - 超新星「愛言葉」（ユニバーサルJ）
- プロデューサー - 浅間陽介、鈴木篤志、松久智治、角田朝雄、山田大作
- ゼネラルプロデューサー - 梅澤道彦、北崎広実
- 製作プロダクション - オスカープロモーション、東映アニメーション
- 製作 - 劇場版「怪談レストラン」製作委員会（東映アニメーション、エル・ティー・コーポレーション、テレビ朝日、電通、東映、バンダイ、バンダイビジュアル、オスカープロモーション
- アニメーションパート
  - 演出 - 佐藤宏幸
  - キャラクターデザイン・作画監督 - 高橋晃
  - 美術監督 - 倉橋隆
  - 製作担当 - 松坂一光

## ゲームソフト
ニンテンドーDS用ソフト『怪談レストラン 裏メニュー100選』としてバンダイナムコゲームスから2010年6月3日に発売された。
サウンドノベルに分類されるアドベンチャーゲームであり、映像作品と異なり、終始怪談レストランが舞台で、横持ちの怪談レストランパートと縦持ちのエピソードパートがある。縦持ちがある関係上、利き手の選択肢が存在する。コース料理（ゲーム内では無料）を注文することによってテレビアニメ版と同じ前菜・主食・デザートで構成された3話仕立てのエピソードがある。登場する101話のエピソードは原作小説シリーズからのライセンス引用が殆どであるが、一部に原作執筆陣の書き下ろしゲームオリジナルエピソードが存在する。内容の性質上、怪談レストランパートのみで選択肢があり、選択肢によって出てくるエピソードが変わる仕組み。オーナーのお化けギャルソンが案内役で、登場キャラクターもお化けギャルソンのみ。
続編として、2011年6月30日に、『怪談レストラン ゾク!新メニュー100選』が同機・同パブリッシャーで発売された。内容は前作と同じ。